# Baronía de Pinopar
La Baronía de Pinopar es un título nobiliario español creado el 7 de julio de 1709 por el archiduque Carlos de Austria a favor de Pedro Abri-Dezcallar y Net, noble del reino de Mallorca.
El título fue rehabilitado en 1913 por el rey Alfonso XIII, a favor de Francisco Puigcerver y de Rentierre, alcalde de Palma de Mallorca.

## Barones de Pinopar
|                                           | Titular                                          | Periodo                                   |
| Creación por Archiduque Carlos de Austria | Creación por Archiduque Carlos de Austria        | Creación por Archiduque Carlos de Austria |
| ----------------------------------------- | ------------------------------------------------ | ----------------------------------------- |
| I                                         | Pedro Abri-Dezcallar y Net                       | 1709-1715                                 |
| Rehabilitación por Alfonso XIII           |                                                  |                                           |
| II                                        | Francisco Puigcerver y de Rentierre              | 1913-1932                                 |
| III                                       | Ignacio Puigcerver y de Rentierre                | 1951-1962                                 |
| IV                                        | Juan Bautista de Orlandis y Habsburgo-Lorena     | 1963-1977                                 |
| V                                         | María del Carmen Orlandis-Habsburgo y Bragagnolo | 2009-actual titular                       |

## Historia de los Barones de Pinopar
En 1836 Joaquín María Bover y Roselló o de Roselló escribió en sus Noticias histórico-topográfico de la isla de Mallorca: "Deseando el intruso pretendiente Carlos III, archiduque de Austria, premiar los servicios que le prestaron sus partidarios, en 7 de julio de 1709 concedió título de Castilla con esta denominación a su fidelísimo Pedro Dezcallar. Al terminar la guerra de sucesión con la victoria del primer Borbón de España, no tuvo efecto la referida merced, a pesar de que por el artículo IX del tratado de paz ajustado entre Felipe V y el emperador Carlos VI, publicado solemnemente en Madrid el 18 de julio de 1725, se convino que las dignidades que durante el curso de la guerra de sucesión se hubiesen concedido a los súbditos de ambas majestades, les habían de ser conservadas enteramente en adelante y mutuamente reconocidas. Con el tiempo, el derecho a la sucesión del referido título recayó en la casa de Orlandis a través de Josefa Dezcallar, última descendiente del barón de Pinopar, que casó con Pedro Orlandis de la Caballería."
- Pedro Abri-Dezcallar y Net, I barón de Pinopar.

Rehabilitado en 1913 por:
- Francisco Puigcerver y de Rentierre (1870-1932), II barón de Pinopar

1. Casó con Magdalena Ripoll. Sin descendientes. Le sucedió su hermano:

- Ignacio Puigcerver y de Rentierre, III barón de Pinopar

1. Casó con Clementina Fiol y Mencos. Le sucedió:

- Juan Bautista de Orlandis y Habsburgo-Lorena (1928-1977), IV barón de Pinopar. Posteriormente cambió sus apellidos por los de Orlandis-Habsburgo y Villalonga.[3]

1. Casó con Hildegarda Elisa Bragagnolo y Daiqui-Chevalier (1932-2001).[4][5]

Tras el fallecimiento de su hijo varón primogénito, Ramón de Orlandis-Habsburgo Bragagnolo en 2002, padre de tres hijas legítimas herederas del título, solicita en 2009 su rehabilitación su hermana:
- María del Carmen de Orlandis-Habsburgo y Bragagnolo (n. en 1952), V baronesa de Pinopar.